# Dania Prince Méndez
Dania Prince Méndez (ur. 10 lutego 1980 w Choluteca w Hondurasie) - została Miss Earth w 2003 r.
Prince była również wydelegowana na Miss Universe i Top Model of the World w 1998 r.